# Fission binaire
En biologie, la fission binaire est le processus par lequel une cellule mère se transforme en deux cellules filles.
Une croissance par fission binaire entraîne donc le doublement de la population à chaque génération.
C'est la multiplication cellulaire la plus courante chez les procaryotes. Pendant la fission binaire, la cellule s'allonge, le chromosome est répliqué et se sépare ensuite aux deux pôles de la cellule. Un septum (ou cloison) est ensuite formé, jusqu'à division complète de la cellule.
Les cycles bactériens peuvent être divisés en trois phases : 
1. Une période de croissance après la naissance de la cellule, qui est similaire à la phase G1 du cycle cellulaire eukaryote ;
2. Réplication et repartition des chromosomes qui est similaire à la phase S et la mitose de la phase M du cycle ;
3. La cytokinèse, pendant laquelle un septum et des cellules filles sont formées.

Les mécanismes 2 et 3 se recouvrent en partie, mais par souci de clarté on les considère comme deux étapes différentes.

## La répartition et la réplication des chromosomes
La plupart des bactéries ont un chromosome circulaire unique, avec un site unique appelé origine de réplication, terme simplifié en "l'origine". Le mécanisme de réplication s’achève au terminus de réplication, à l’opposé de l’origine. Au début du cycle cellulaire, l’origine et le terminus sont au milieu de la cellule. Un groupe de protéines nécessaire à la réplication des chromosomes s’assemble à l’origine. Cet ensemble s’appelle le réplisome.
Caulobacter crescentus possède l'un des modèles les plus complets de répartition : il implique les protéines ParA (qui forme des filaments) et ParB qui permet de lier l’ADN sur un site chromosomique appelé ParS, près de l’origine de réplication (complexe ParAB/ParS). ParB se lie aux sites ParS sur les chromosomes filles. Puis, lorsque l’origine de chaque chromosome répliqué est positionné à son pôle, la séparation des chromosomes continue avec la réplication. Même si l'on connaît bien le mécanisme de répartition de C. crescentus, il est toujours difficile de savoir à quel point ce modèle de séparation est répandu chez les bactéries.